# Relaciones Canadá-Reino Unido
Las relaciones Canadá-Reino Unido (en francés: Relations entre le Canada et le Royaume-Uni) son las relaciones bilaterales entre Canadá y el Reino Unido. Los dos países han mantenido un contacto íntimo y frecuentemente cooperativo. Ambos están relacionados por la migración mutua, a través de una historia militar compartida, un sistema de gobierno compartido, el idioma inglés, la Mancomunidad de Naciones y el hecho de compartir el mismo jefe de Estado: Carlos III. A pesar del legado compartido, las dos naciones se distanciaron económicamente durante el siglo XX después de que el Reino Unido perdiera su posición como mayor socio comercial de Canadá en favor de Estados Unidos durante el siglo XIX.  Sin embargo, esa tendencia se ha invertido un poco en el siglo XXI, ya que los dos países han negociado un comercio más libre. Ambos comparten un acuerdo de defensa, la OTAN, y realizan frecuentemente ejercicios militares, junto con Canadá, que acoge la mayor Base Militar Británica fuera del Reino Unido.

## Historia

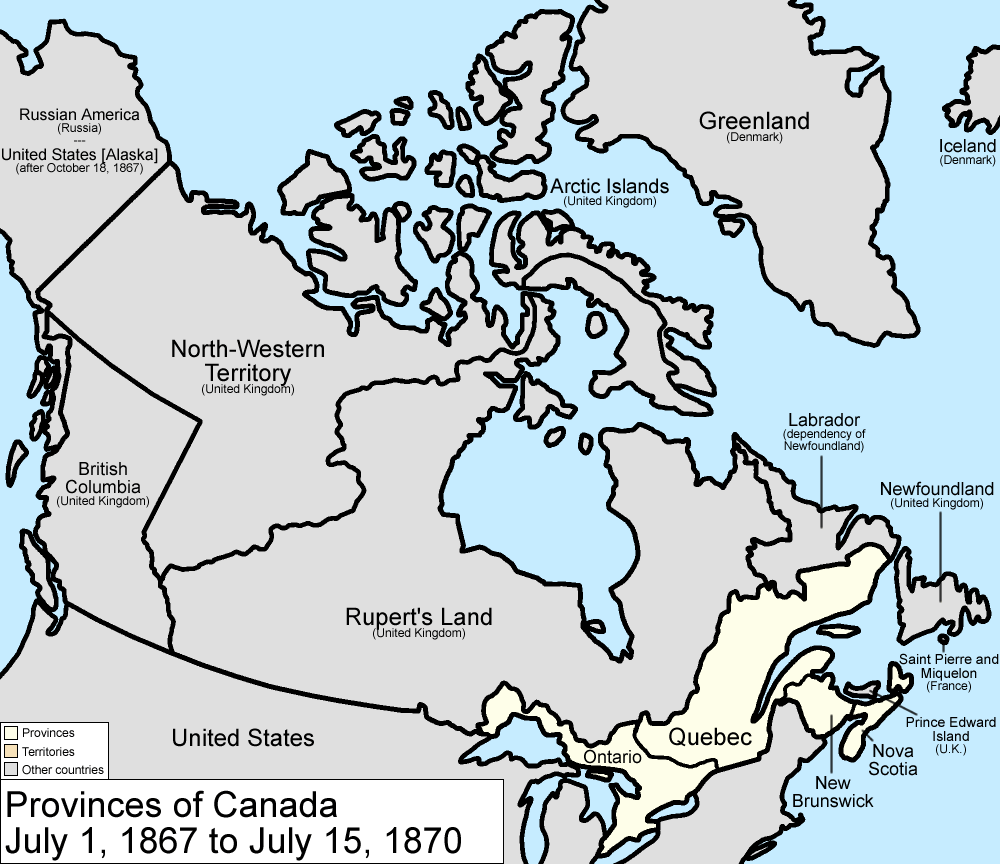
Mapa de Canadá después de la Confederación Canadiense en 1867. Ese año, las colonias británicas de Nueva Brunswick, Nueva Escocia y la Provincia de Canadá se unieron para formar una federación.

Canadá se formó en 1867 como un dominio que reunía partes del Imperio Británico. La Confederación Canadiense federó las colonias de la corona británicas de la Provincia de Canadá, la Provincia de Nueva Brunswick y la Provincia de Nueva Escocia.  La historia de las relaciones entre Canadá y Londres, hasta bien entrado el siglo XX, es la historia del control cada vez mayor de Londres y la lenta evolución de Canadá hacia la plena soberanía.

### Precedentes

#### Terranova
Desde los primeros tiempos de la colonia, Londres mantuvo estrechas relaciones con las zonas que acabaron formando parte de Canadá.  Los historiadores debaten si John Cabot en 1497 tocó tierra en Nueva Escocia o en Terranova.  Sir Humphrey Gilbert, con autorización de la reina Isabel I, desembarcó en St John's, en agosto de 1583. Tomó formalmente posesión de Terranova para Inglaterra. En el Tratado de Utrecht (1713), París reconoció la propiedad de Londres sobre Terranova, y Londres respaldó los derechos de los pescadores franceses a utilizar las ricas aguas de la península del norte y la costa del noreste.

#### Nueva Escocia y Quebec
Los franceses colonizaron por primera vez Nueva Escocia en 1604. La isla vivió entonces un siglo y medio de guerras en las que participaron fuerzas francesas, inglesas, escocesas y holandesas, así como elementos indígenas locales. En 1763, Londres tenía el control total.  En 1784 se formó Nueva Brunswick mediante la división de Nueva Escocia.
En 1759, Gran Bretaña conquistó Nueva Francia y, tras el Tratado de París (1763), comenzó a poblar la Provincia de Quebec  con colonos de habla inglesa.

### Norteamérica británica
Los gobernadores británicos tuvieron el control total de Quebec hasta el Acta Constitucional de 1791, que creó las primeras legislaturas canadienses.  Estos débiles órganos seguían siendo inferiores a los gobernadores hasta la concesión del gobierno responsable en 1848. Con sus nuevos poderes, las colonias optaron por federarse en 1867, creando un nuevo estado, Canadá, con el nuevo título de dominio.
La constitución de la nueva federación canadiense dejaba los asuntos exteriores en manos del Parlamento Imperial, en Westminster, pero los dirigentes del Parlamento Federal, en Ottawa, pronto desarrollaron sus propios puntos de vista sobre algunas cuestiones, especialmente las relaciones entre el Imperio Británico y Estados Unidos. Unas relaciones estables y un comercio seguro con Estados Unidos eran cada vez más vitales para Canadá, hasta el punto de que los historiadores han dicho que la primera diplomacia canadiense constituía un "triángulo del Atlántico Norte".
.

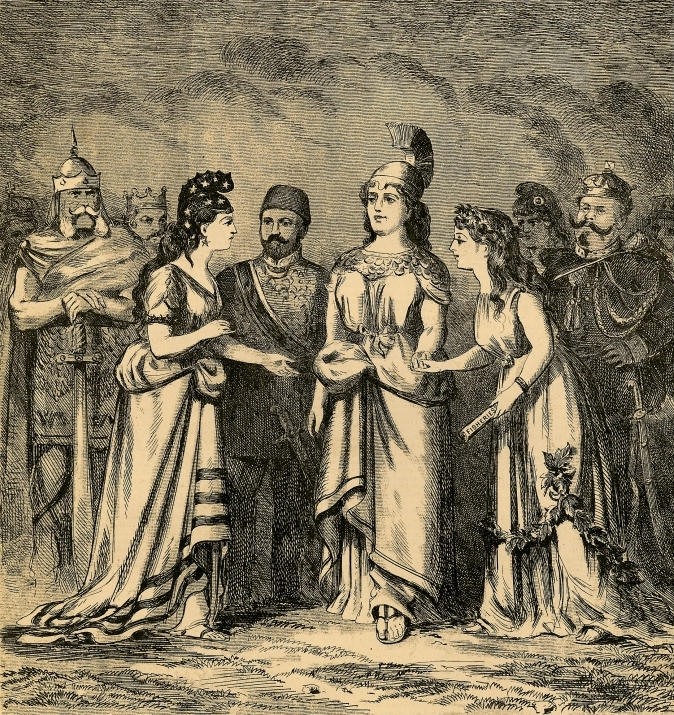
Una caricatura política de 1871 que representa a "Canadá" dándole la mano a "Britannia" mientras Canadá hace su debut en el "consejo de naciones"

La mayoría de los primeros intentos de Canadá en materia de diplomacia implicaban necesariamente a la "madre patria". El primer funcionario diplomático (informal) de Canadá fue Sir John Rose, que fue enviado a Londres por el Primer Ministro canadiense John A. Macdonald. George Brown fue enviado más tarde a Washington por el Primer Ministro Alexander Mackenzie para influir en las conversaciones comerciales británico-estadounidenses.
El gobierno británico deseaba formalizar la representación de Canadá en el extranjero, en lugar de tratar con tantos grupos de presión informales y así, en 1880, Alexander Tilloch Galt se convirtió en el primer Alto Comisionado enviado desde un dominio a Gran Bretaña.

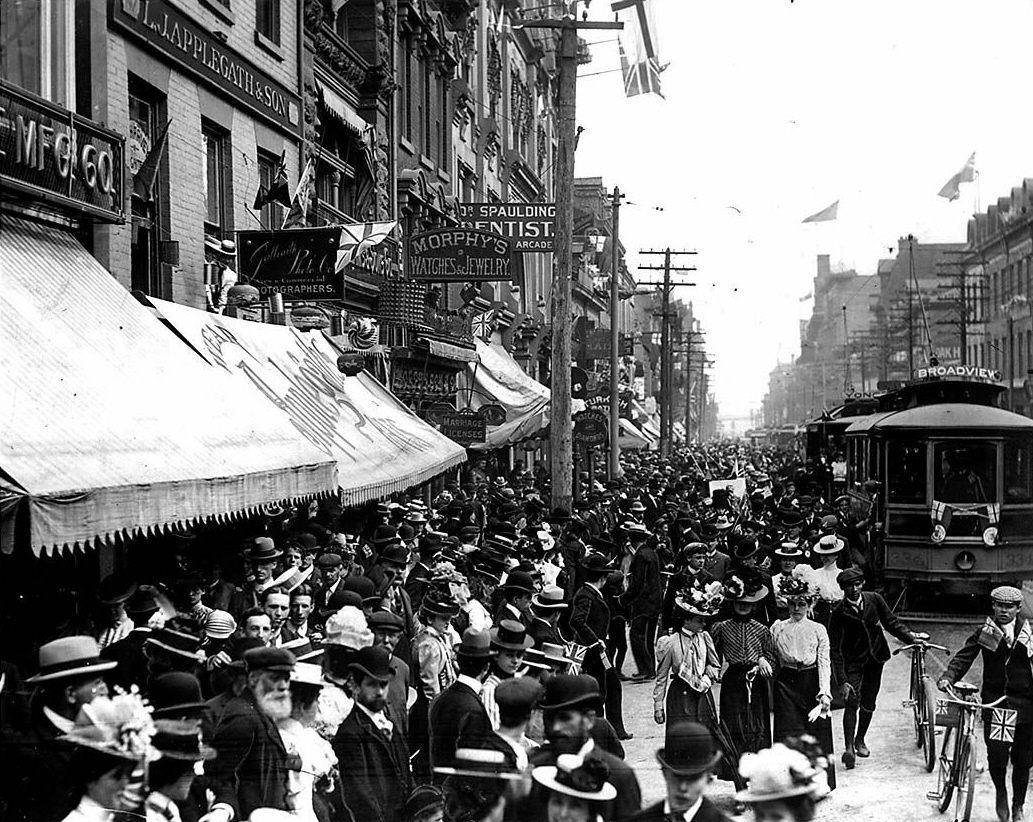
Celebración del fin de la Guerra de los Bóeres, Yonge Street, Toronto, 31 de mayo de 1900

En la Guerra de los Bóeres, 1899-1902, los canadienses anglófonos se ofrecieron como voluntarios para luchar por el imperio en gran número a pesar del tibio apoyo del gobierno canadiense de Wilfrid Laurier, el primer ministro liberal. Sin embargo, en 1903, cuando Gran Bretaña se puso del lado de Estados Unidos durante la disputa de los límites de Alaska, los canadienses se escandalizaron e indignaron por la traición de Londres.   
Desde el punto de vista económico, los gobiernos canadienses estaban interesados en la libre comercio con los Estados Unidos, pero como eso era difícil de negociar y políticamente divisivo, se convirtieron en los principales defensores de la Preferencia Imperial, que tuvo un entusiasmo limitado en Gran Bretaña.

### Primera Guerra Mundial
Al estallar la Primera Guerra Mundial, el gobierno canadiense y millones de voluntarios canadienses se unieron con entusiasmo al bando británico, pero los sacrificios de la guerra y el hecho de que se hicieran en nombre del Imperio Británico Crisis del servicio militar obligatorio de 1917 provocaron tensiones internas en Canadá y despertaron un incipiente nacionalismo en los canadienses. En la Conferencia de Paz de París, Canadá exigió el derecho a firmar tratados sin el permiso británico y a unirse a la Sociedad de Naciones. En la década de 1920, Canadá adoptó una postura más independiente en los asuntos mundiales.
En 1926, la Declaración Balfour hizo que Gran Bretaña declarara que ya no legislaría para los dominios, que ahora eran estados totalmente independientes con derecho a dirigir sus propios asuntos exteriores.  Esto se formalizó posteriormente con el Estatuto de Westminster de 1931.

### Segunda Guerra Mundial
Sin embargo, la lealtad a Gran Bretaña seguía existiendo, y durante los días más oscuros de la Segunda Guerra Mundial para Gran Bretaña, después de la caída de Francia y antes de la entrada de la Unión Soviética y los Estados Unidos como aliados, Canadá fue el principal aliado de Gran Bretaña en el Atlántico Norte proporcionando defensa naval contra los submarinos alemanes.

#### Ayuda económica

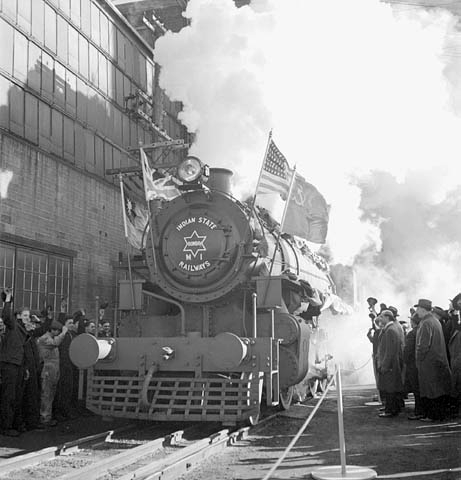
La primera de las 145 locomotoras X-Dominion 2-8-2 construidas en la Montreal Locomotive Works, para su envío a la India.

El Billion Dollar Gift and Mutual Aid fueron dos grandes programas para ayudar a financiar el esfuerzo bélico británico.  Eran similares al programa estadounidense Lend Lease.
Debido a sus gastos en material de guerra, Gran Bretaña carecía de reserva de oro y de dólares estadounidenses, para pagar los pedidos existentes y futuros con la industria canadiense. Al mismo tiempo, tras la expansión, la industria canadiense dependía de los contratos británicos y antes de la guerra había tenido una balanza comercial positiva con el Reino Unido, pero con el establecimiento del Lend-Lease el Reino Unido hizo pedidos futuros a los Estados Unidos. El regalo de mil millones de dólares se concedió en enero de 1942, junto con un préstamo sin intereses de C$700 millones, ambos previstos para durar algo más de un año. No duró hasta finales de 1942. Fue sustituida en mayo de 1943 por la "War Appropriation (United Nations Mutual Aid) Act, 1943", que preveía la ayuda al Reino Unido y a los demás Aliados y duró hasta el final de la guerra. La magnitud de estas aportaciones las convirtió en una de las mayores contribuciones de Canadá al esfuerzo bélico. Las dos subvenciones sumaron más de 3.000 millones de dólares canadienses.
Además, el "Billion Dollar Gift" provocó una fuerte reacción impopular entre los canadienses, que se manifestó especialmente en Quebec.. La tasa a la que se utilizó el dinero fue una razón clave para crear esta opinión impopular, así como la falta de financiación que se proporcionó a las otras naciones de la Commonwealth. Las consecuencias del Gift llevaron a que la futura financiación de Canadá ayudara a los Aliados con un enfoque alternativo; uno que se centró en el préstamo de bienes materiales en lugar de dinero. Otra consecuencia fue un cambio en el Plan de Formación Aérea de la Commonwealth Británica y esto permitió otro préstamo canadiense de algo más de mil millones de dólares para que Gran Bretaña, Canadá, Australia y Nueva Zelanda compartieran.
Además, Canadá proporcionó material y servicios, incluyendo alimentos, municiones y materias primas, así como corbetas, Barco parques y Radar, la mayoría de los cuales fueron a parar a la Commonwealth; algunos, como los radares, también fueron a parar a Estados Unidos. En 1943, Canadá era el cuarto país con mayor producción industrial entre los Aliados, por detrás de Estados Unidos, la Unión Soviética y Gran Bretaña.
Canadá también prestó 1.200 millones de dólares a largo plazo a Gran Bretaña inmediatamente después de la guerra; estos préstamos se devolvieron en su totalidad a finales de 2006.
Después de la destrucción que Alemania había infligido a Europa durante la guerra, la importancia económica y militar relativa de Canadá estaba en su punto álgido a finales de la década de 1940, al igual que la de Gran Bretaña estaba disminuyendo debido al agotamiento militar e industrial. Ambas se vieron empequeñecidas por las nuevas superpotencias; sin embargo, los responsables políticos de Estados Unidos, Gran Bretaña y Canadá estaban deseosos de participar en una alianza militar duradera para defenderse de la Unión Soviética, lo que dio lugar a la creación de la OTAN en 1949.

### Independencia constitucional
La ruptura definitiva de la política exterior leal de Canadá se produjo durante la Crisis de Suez de 1956, cuando el gobierno canadiense rechazó de plano los llamamientos del gobierno británico para que apoyara la invasión británica, francesa e israelí de Egipto.  Finalmente, Canadá ayudó a los tres a salvar la cara y a salir de un desastre de relaciones públicas.  La delegación canadiense en las Naciones Unidas, encabezada por el futuro primer ministro Lester B. Pearson, propuso una fuerza de mantenimiento de la paz para separar a los dos bandos enfrentados, por lo que se le concedió el Premio Nobel de la Paz.
Mientras tanto, la separación legal de Canadá de Gran Bretaña continuó. Hasta 1946, Gran Bretaña y Canadá compartían una código de nacionalidad común. La Ley de Ciudadanía Canadiense de 1946 dio a los canadienses una nacionalidad legal separada de la británica. A partir de 1949, los canadienses ya no podían recurrir los casos judiciales ante el Comité Judicial del Consejo Privado de Londres.
Los últimos lazos constitucionales entre el Reino Unido y Canadá terminaron con la aprobación de la Ley de Canadá de 1982. Una Act del Parlamento británico aprobada a petición del gobierno federal canadiense para "patriarcado" la Constitución de Canadá, poniendo fin a la necesidad de que el país solicitara ciertos tipos de enmienda de la Constitución de Canadá al Parlamento británico. La Ley también puso fin formalmente a las disposiciones de "solicitud y consentimiento" del Estatuto de Westminster de 1931 sobre Canadá, por las que el Parlamento británico tenía un poder general para aprobar leyes que se extendían a Canadá a petición de este último.
Las relaciones económicas formales entre ambos países disminuyeron tras la adhesión de Gran Bretaña a la Comunidad Económica Europea en 1973. En ambos países, los lazos económicos regionales se impusieron sobre los históricos transatlánticos. En 1988, Canadá firmó un acuerdo de libre comercio con Estados Unidos, que se convirtió en el Tratado de Libre Comercio de América del Norte (TLCAN) en 1994 con la incorporación de México. El TLCAN se convirtió en el Acuerdo Canadá-Estados Unidos-México (CUSMA) en 2020 con la finalización de las negociaciones. En 2020 el Reino Unido dejó la Unión Europea. Gran Bretaña es el quinto mayor inversor extranjero global en Canadá. A su vez, Canadá es el tercer inversor extranjero directo en Gran Bretaña.

## Defensa y seguridad

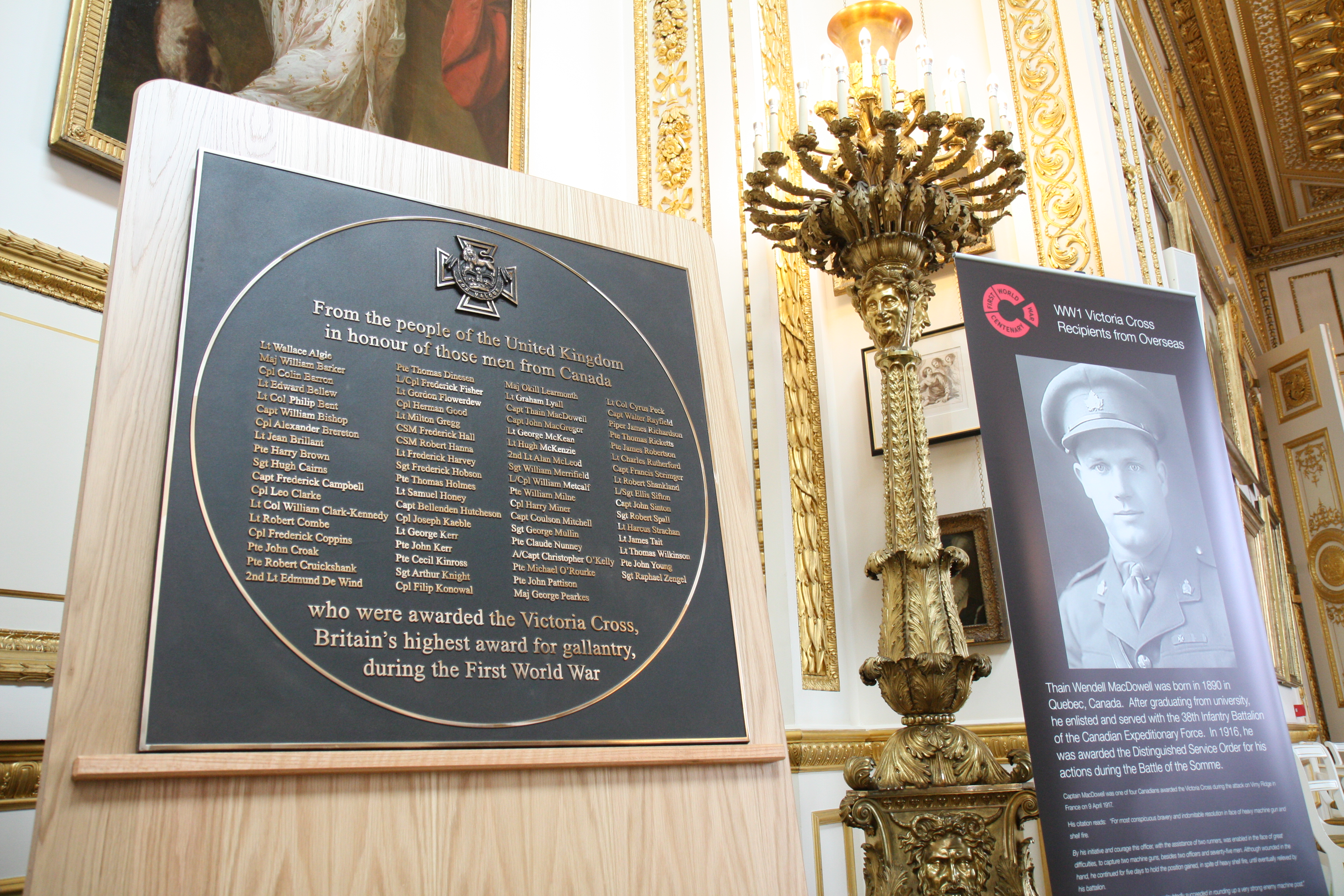
Una placa del "pueblo del Reino Unido", que conmemora a los galardonados con la Cruz de la Victoria canadiense de la Primera Guerra Mundial

Los dos países tienen una larga historia de estrecha colaboración en asuntos militares. Canadá luchó junto a Gran Bretaña y sus aliados en la Primera Guerra Mundial. Los canadienses de ascendencia británica, la mayoría del país, dieron un amplio apoyo argumentando que los canadienses tenían el deber de luchar en nombre de su Madre Patria. De hecho, el Primer Ministro Wilfrid Laurier, a pesar de ser franco-canadiense, habló en nombre de la mayoría de los anglo-canadienses cuando proclamó: "Es nuestro deber hacer saber a Gran Bretaña y a los amigos y enemigos de Gran Bretaña que en Canadá sólo hay una mente y un corazón y que todos los canadienses están detrás de la Madre Patria".  It fought with Britain and its allies again in World War II.
Hasta 1972, la más alta condecoración militar concedida a los miembros de las Fuerzas Armadas británicas y canadienses era la Cruz de la Victoria, y 81 miembros del ejército canadiense (incluidos los de Newfoundland) y 13 canadienses que servían en unidades británicas habían sido concedidos la Cruz de la Victoria. En 1993, Canadá creó su propia Cruz de la Victoria.
La CFB Suffield en Alberta, Canadá, la mayor base militar operada por las Fuerzas Armadas Canadienses, ha albergado el mayor centro de entrenamiento blindado del Ejército Británico, la Unidad de Entrenamiento del Ejército Británico en Suffield desde 1971. Históricamente, el ejército británico también ha operado o utilizado varias instalaciones militares en Canadá; la Real Fuerza Aérea ha entrenado a sus pilotos en CFB Goose Bay desde 1942 hasta 2005.
En la actualidad, ambos son miembros de la alianza militar AUSCANNZUKUS, que incluye la alianza de intercambio de inteligencia Five Eyes con Estados Unidos, Australia y Nueva Zelanda. Ambos países son miembros de la OTAN y participan en las operaciones de mantenimiento de la paz de la ONU. Antes de 2011, los principales ámbitos de cooperación en materia de defensa de ambos países eran en la Afganistán, donde participaban en sus peligrosas provincias del sur. Ambos han proporcionado poder aéreo a la Misión dirigida por la OTAN sobre Libia.

## Relaciones económicas
A pesar de que a largo plazo Canadá ha pasado a comerciar proporcionalmente más con Estados Unidos, el comercio entre Canadá y Gran Bretaña ha seguido creciendo en cifras absolutas. Gran Bretaña es, con diferencia, el socio comercial más importante de Canadá en Europa y, desde una perspectiva global, ocupa el tercer lugar, después de Estados Unidos y China. En 2010, el comercio bilateral total alcanzó más de 27.100 millones de dólares canadienses, y durante los últimos cinco años, Gran Bretaña ha sido el segundo mercado de exportación de bienes de Canadá. Gran Bretaña es la tercera fuente de inversión extranjera directa en Canadá después de Estados Unidos y los Países Bajos, y las empresas canadienses invierten mucho en Gran Bretaña. En 2010, el stock de inversiones en ambos sentidos ascendió a casi 115.000 millones de dólares canadienses.
El 9 de febrero de 2011, los consejos de administración del London Stock Exchange y del Toronto Stock Exchange acordaron un acuerdo por el que ambos holdings de las bolsas se fusionarían, creando un grupo bursátil líder con el mayor número de empresas cotizadas del mundo y una capitalización bursátil combinada de 3,7 billones de libras (5,8 billones de dólares canadienses). La fusión se canceló finalmente el 29 de junio de 2011 cuando se hizo evidente que los accionistas de TMX no darían la aprobación necesaria de dos tercios.
Durante las décadas de 2000 y 2010, Canadá y Gran Bretaña trabajaron juntos en las negociaciones hacia un Acuerdo Económico y Comercial Global (CETA) entre Canadá y la Unión Europea.[cita requerida] El acuerdo ha sido ratificado por el Parlamento Europeo y está provisionalmente en vigor desde 2017. El Reino Unido abandonó la Unión Europea a finales de enero de 2020, pero siguió participando en los acuerdos comerciales de la UE durante un periodo de transición que finalizó el 31 de diciembre de 2020. En noviembre de 2020, el Reino Unido y Canadá acordaron seguir aplicando los términos del acuerdo UE-CA al comercio bilateral Reino Unido-CA.

### Turismo
En 2004, unos 800.000 residentes británicos visitaron Canadá, siendo la segunda fuente de turistas en este país, después de Estados Unidos. Ese mismo año, los visitantes británicos gastaron casi 1.000 millones de dólares canadienses durante su visita a Canadá. Gran Bretaña fue el tercer destino internacional de los turistas canadienses en 2003, después de Estados Unidos y México, con unos 700.000 visitantes que gastaron más de 800 millones de dólares canadienses.

## Migración

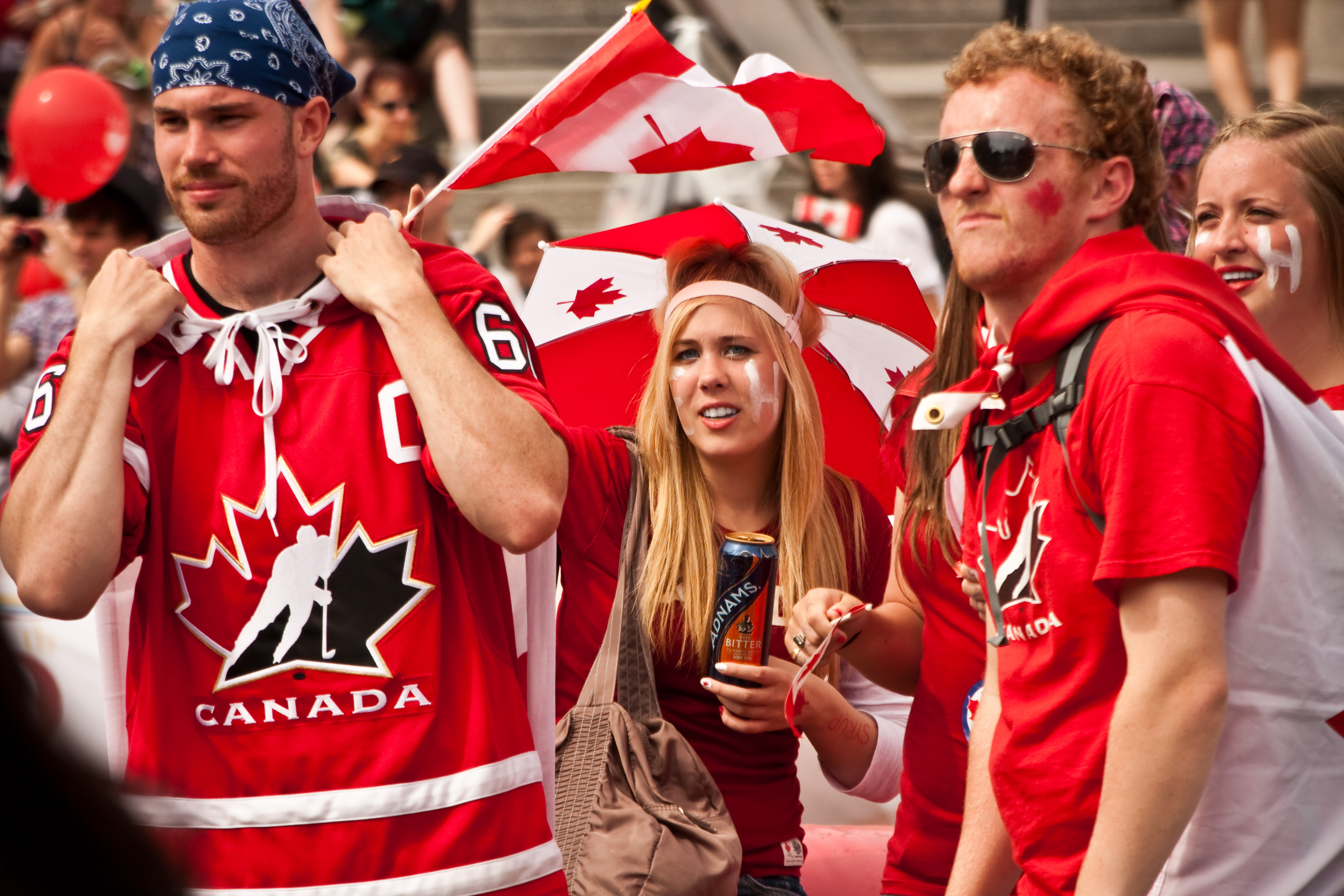
Celebraciones del Canada Day en Trafalgar Square, Londres

Desde la conquista de Nueva Francia hasta 1966, Gran Bretaña siguió siendo una de las mayores fuentes de inmigrantes de Canadá, normalmente la mayor. Desde 1967, cuando se modificaron las leyes canadienses para eliminar las preferencias que se habían concedido a los británicos y otros europeos, la migración británica a Canadá ha continuado, pero a un nivel inferior. Cuando se toman en conjunto las naciones constituyentes del Reino Unido (Inglaterra, Gales, Escocia e Irlanda del Norte), las personas de ascendencia británica siguen formando el mayor grupo étnico de Canadá. En 2005, había 579.620 Personas nacidas en el Reino Unido que viven en Canadá, lo que representa el 1,9% de la población de Canadá.
Históricamente, los canadienses han viajado a Gran Bretaña para avanzar en sus carreras o estudios a niveles más altos que los que podían realizar en su país. Gran Bretaña actuaba como la metrópoli a la que gravitaban los canadienses, pero esa función se ha reducido en gran medida a medida que la economía y las instituciones canadienses se han desarrollado. La Office for National Statistics estima que en 2009, 82.000 personas nacidas en Canadá vivían en Gran Bretaña.  En 2012, era la tercera comunidad más grande de la diáspora canadiense, después de los canadienses en Estados Unidos y los canadienses en Hong Kong.
En los últimos años, ha crecido el apoyo a la idea de la libertad de circulación entre Gran Bretaña, Canadá, Australia y Nueva Zelanda, con ciudadanos que puedan vivir y trabajar en cualquiera de los cuatro países, como el Acuerdo de Viaje Trans-Tasmano entre Australia y Nueva Zelanda. La organización CANZUK es una de las grandes promotoras de este concepto de comunidad y suele citar un importante apoyo en cada Reino.

## Diplomacia

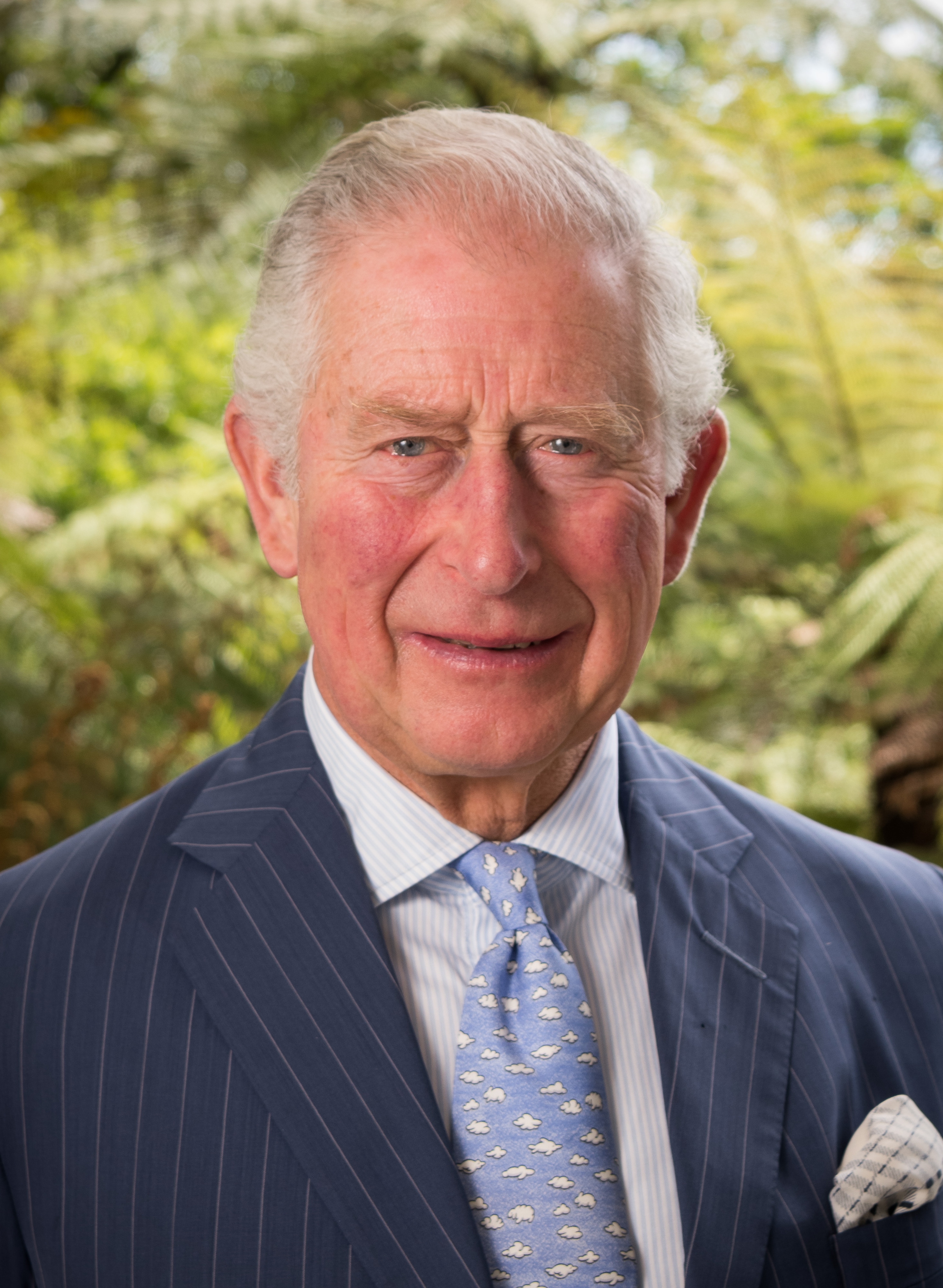
Canadá y el Reino Unido comparten jefe de Estado, Carlos III.

La relación política actual entre Londres y Ottawa se basa en un sólido diálogo bilateral a nivel de jefes de gobierno, ministros y altos funcionarios. Como reino de la Commonwealth, los dos países comparten un monarca, la reina Isabel II, y ambos son miembros activos dentro de la Mancomunidad de Naciones. En 2011, el primer ministro británico David Cameron pronunció un dirección conjunta ante el Parlamento canadiense, y en 2013, el primer ministro canadiense Stephen Harper dirigirse a las dos Cámaras del Parlamento británico.
Canadá mantiene una Alta Comisión en Londres. (Además, el Gobierno de Quebec mantiene una oficina de representación. at 59 Pall Mall.) El Reino Unido, por su parte, mantiene una Alta Comisión en Ottawa, junto con Consulados Generales en Toronto, Montreal, Calgary y Vancouver. En los últimos años, Canadá ha buscado una cooperación más estrecha con la Commonwealth, con el anuncio en 2012 de misiones diplomáticas conjuntas con el Reino Unido y de la intención de ampliar el plan para incluir a Australia y Nueva Zelanda, que comparten un jefe de Estado con Canadá. En septiembre de 2012, Canadá y el Reino Unido firmaron un Memorando de Entendimiento sobre cooperación diplomática, que promueve la ubicación conjunta de embajadas, la prestación conjunta de servicios consulares y la respuesta común a las crisis. El proyecto ha sido criticado por algunos políticos canadienses por dar la apariencia de una política exterior común y es visto por muchos en el Reino Unido como una alternativa y un contrapeso a la integración de la UE.

## Encuestas de opinión
En una encuesta 2019–2020 de YouGov en la que se preguntaba a los británicos por su "país favorito", el 80% de los encuestados dijo tener una opinión positiva de Canadá, la mayor de todos los países incluidos en la encuesta, además de Nueva Zelanda, de la que también dijo tener una opinión positiva el 80% de los británicos. A 2014 BBC World Service poll found that 85 per cent of Britons held a positive view on Canada's influence in the world; while 80 per cent of Canadians held a positive view on the UK's influence in the world.
En una encuesta de opinión de Nanos Research realizada en 2019, más del 80% de los canadienses consideraron al Reino Unido como un socio positivo o algo positivo para Canadá; más que cualquier otro país al que se le preguntó en la encuesta. Nanos Research realizó otra encuesta con la misma pregunta en 2021 y obtuvo resultados similares; más del 80% de los canadienses tienen una opinión positiva o algo positiva del Reino Unido, más que cualquier otro país consultado en la encuesta. Otras empresas de sondeos también han constatado que los canadienses ven positivamente al Reino Unido. En un sondeo de opinión de Research Co. realizado en 2020, el 78% de los canadienses dijo tener una opinión favorable del Reino Unido, la más alta de todos los países encuestados. Otra encuesta realizada en 2020 por el Instituto Angus Reid reveló que el 83% de los canadienses tenía una opinión favorable del Reino Unido, por delante de cualquier otro país en la encuesta.

## Citas
- El futuro primer ministro de Canadá, John A. Macdonald, hablando en 1865, esperaba que, si las colonias canadienses creaban una nueva federación, entonces Gran Bretaña y Canadá tendrían "una alianza saludable y cordial. En lugar de considerarnos como una mera colonia dependiente, Gran Bretaña tendrá en nosotros una nación amistosa, un pueblo subordinado, pero aún poderoso, que estará a su lado en América del Norte en la paz o en la guerra"."[37]
- Hablando muchos años más tarde, al comienzo de las elecciones de 1891 (luchadas principalmente por la libre comercio canadiense con los Estados Unidos), Macdonald dijo el 3 de febrero de 1891 "En cuanto a mí, mi curso está claro. Nací como súbdito británico Nací; moriré como súbdito británico. Con mi mayor esfuerzo, con mi último aliento, me opondré a la 'traición velada' que intenta, por medios sórdidos y ofertas mercenarias, apartar a nuestro pueblo de su lealtad."[38]